# Proctacanthus dominicanus
Proctacanthus dominicanus là một loài ruồi trong họ Asilidae. Proctacanthus dominicanus được Curran miêu tả năm 1951. Loài này phân bố ở vùng Tân nhiệt đới.